# Acrotaeniostola yunnana
Acrotaeniostola yunnana es una especie de insecto del género Acrotaeniostola de la familia Tephritidae del orden Diptera.

## Historia
Wang la describió científicamente por primera vez en el año 1996.